# انتخابات مجلس الشورى المصري 2012
انتخابات مجلس الشورى المصري 2012 هي أول انتخابات لمجلس الشورى المصري بعد ثورة 25 يناير في مصر.
سيتم إجراء الانتخابات على مرحلتين فقط، على عكس انتخابات مجلس الشعب التي تمت على ثلاث مراحل، لتبدأ المرحلة الأولي في 29 يناير 2012 وتنتهي إعادة المرحلة الثانية في 22 فبراير 2012 وتنعقد أولى جلساته في 28 فبراير 2012.

## الجدول الزمني
كان من المقرر أن تجري انتخابات مجلس الشورى على ثلاث مراحل، مثلها مثل انتخابات مجلس الشعب. ولكن في شهر ديسمبر 2011 ومع تداعيات أحداث مجلس الوزراء، ظهرت دعوات لتسريع الجدول الزمني للانتخابات علي أن تجري على مرحلتين وتنتهي في نهاية فبراير 2012.
وفي 1 يناير 2012 قرر المشير حسين طنطاوي تعديل الجدول الزمني للانتخابات لتجري علي مرحلتين علي النحو التالي:
- المرحلة الأولى: وتشمل محافظات القاهرة، الإسكندرية، الغربية (محافظة)، الدقهلية، المنوفية، دمياط، شمال سيناء، جنوب سيناء، الفيوم[ ؟ ]، أسيوط، قنا، البحر الأحمر، الوادي الجديد. وتجري عملية الانتخاب في يومي 29 و 30 يناير 2012 على أن تجري الإعادة في يوم 7 فبراير 2012.
- المرحلة الثانية: وتشمل محافظات الجيزة[ ؟ ]، القليوبية، الشرقية، البحيرة، كفر الشيخ، الإسماعيلية، بورسعيد، السويس، مطروح، بنى سويف، المنيا، سوهاج، الأقصر، أسوان. وتجري عملية الانتخاب في يومي 14 و 15 فبراير 2012 على أن تجري الإعادة في يوم 22 فبراير 2012.

وسوف تنعقد أولى جلسات المجلس في يوم 28 فبراير 2012.

## نتائج الانتخابات
بلغت نسبة التصويت 7,2% للفردي، و7,67% للقوائم. النتيجة الإجمالية أُعلن عنها يوم 25 فبراير 2012:
- حزب الحرية والعدالة 105 مقاعد.
- حزب النور 45 مقعدًا.
- حزب الوفد 14 مقعدًا.
- الكتلة المصرية 8 مقاعد.
- حزب الحرية 3 مقاعد.
- حزب السلام الديمقراطي مقعد واحد.
- وحصل مستقلون على 4 مقاعد.
- انضم للهيئة البرلمانية للحزب المصري الديمقراطى اثنان من المعينين المستقلين هم د.فريدي البياضي و أستاذة نادية هنري

ومن المقرر أن يعقد مجلس الشورى أولى جلساته يوم الثلاثاء 28 فبراير لبدء دور الانعقاد الجديد، لكنه سيُعقد منقوصًا بدون 90 عضو سيقوم رئيس الجمهورية المنتخب بتعينهم فور توليه منصبه. ويتولى رئاسة الجلسة الأولى أكبر الأعضاء سنًا يعاونه أصغر عضوين. ثمّ يواصل المجلس جلساته الأربعاء 29 فبراير لتشكيل مكاتب اللجان الفرعية واللجنة العامة ولجنة القيم.